# Mound City (Illinois)
Mound City je grad u američkoj saveznoj državi Ilinois. Prema popisu stanovništva iz 2010. u njemu je živjelo 588 stanovnika.